# SMS Großer Kurfürst (1913)
Pour les autres navires du même nom, voir SMS Großer Kurfürst.

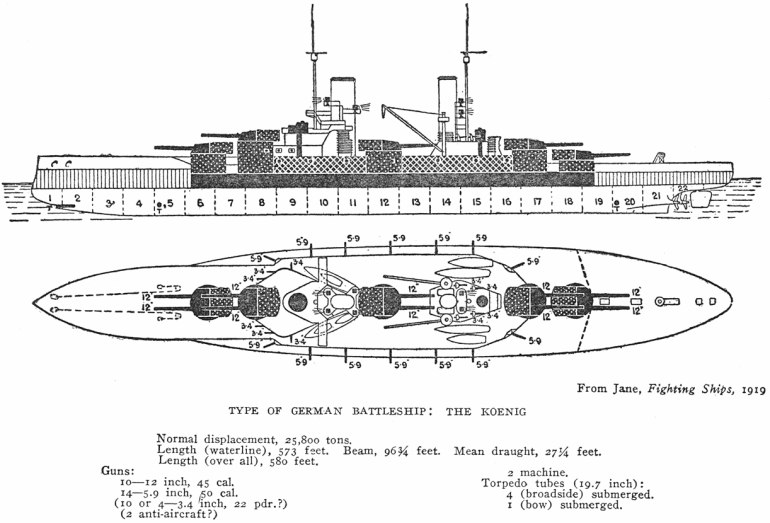
Plan d'un cuirassé de classe König.

Le SMS Großer Kurfürst est un cuirassé de la classe König construit pour la Kaiserliche Marine quelques années avant le déclenchement de la Première Guerre mondiale. Il a participé avec les trois cuirassés de sa classe que sont le SMS König, le SMS Markgraf et le SMS Kronprinz à différentes batailles durant le conflit mondial. Il est coulé lors du sabordage de la flotte allemande à Scapa Flow le 21 juin 1919.

## Conception

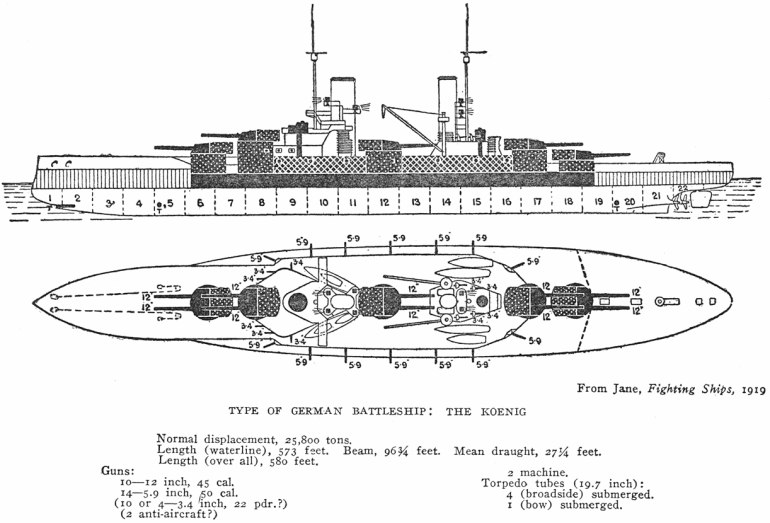
Plan et vue en élévation d'un navire de la classe König, de Jane's Fighting Ships 1919

Les quatre cuirassés de classe König ont été commandés dans le cadre de la course germano-britannique aux armements navals précédent la Première Guerre mondiale. Ils sont la quatrième génération de dreadnought allemands, et sont construits en réponse à l'apparition de la classe britannique Orion commandée en 1909. La classe König est le développement de la classe Kaiser, l'amélioration majeure de cette nouvelle classe est l'agencement plus efficace de la batterie principale (en). Initialement, la classe König devait utiliser un moteur diesel sur l'arbre d'hélice central pour augmenter l'autonomie de croisière, le développement des moteurs diesel s'étant avéré plus complexe que prévu, une centrale électrique avec turbine à vapeur est finalement choisie.
Le SMS Großer Kurfürst déplace 25 796 tonnes à vide et 28 600 tonnes, il a une longueur de 175,4 mètres, une largeur de 29,5 mètres et un tirant d'eau de 9,19 mètres. Il est propulsé par trois turbines à vapeur AEG-Vulcan ; la vapeur étant fournie par trois chaudières à tubes d'eau Schulz-Thornycroft au mazout et douze au charbon, développant au total 45 570 chevaux-vapeur soit (33 980 kW) et produisant une vitesse maximale de 21 nœuds (38,9 km/h). Le navire a une autonomie de 8 000 milles marins (15 000 km) à une vitesse de croisière de 12 nœuds (22 km/h). Son équipage est formé de 41 officiers et de 1 095 hommes.
L'armement du SMS Großer Kurfürst est composé de dix canons jumelés de 305 mm disposés dans cinq tourelles, deux tourelles à l'avant, deux tourelles à l'arrière et une tourelle centrale entre les deux cheminées. Comme les premiers cuirassés de la classe Kaiser, il peut orienter tous ses canons principaux de chaque côté du navire, mais il bénéficie d'un arc de tir plus large en raison de la disposition des tourelles. Son armement secondaire est formé de quatorze canons à tir rapide de 150 mm et de six canons à tir rapide de 88 mm, tous montés individuellement en casemates, la norme pour les navires de l'époque. Il dispose également de cinq tubes lance-torpilles de 50 cm, un à la proue et deux sur chaque côté du navire. Les canons de 8,8 cm du SMS Großer Kurfürst ont été retirés et remplacés par quatre canons antiaériens de 8,8 cm.
Le SMS Großer Kurfürst dispose d'une ceinture blindée en acier cimenté Krupp d'une épaisseur de 35 cm dans la citadelle centrale qui protège les machines de propulsion et les magasins de munitions, elle est réduite à 18 cm à l'avant et à 12 cm à l'arrière. Dans la partie centrale du navire, le pont du navire a une épaisseur de 10 cm, réduite à 4 cm à l'avant et à l'arrière. Les tourelles de la batterie principale ont des plaques de blindage sur les côtés de 30 cm d'épaisseur de 11 cm sur les toits. Les canons des casemates ont 15 cm de protection blindée.

## Carrière opérationnelle
Le SMS Großer Kurfürst est commandé sous le nom provisoire d'Ersatz Kurfürst Friedrich Wilhelm. Il est construit au chantier naval AG Vulcan à Hambourg sous le numéro de construction 4. Sa quille est posée en octobre 1911, il est mis en eau le 5 mai 1913 en présence du prince Oscar de Prusse qui le baptise et lui donne le nom de l'ancienne frégate blindée Großer Kurfürst.
En raison de l'aggravation des tensions politiques en Europe au milieu de 1914, les travaux de construction sont accélérés. La première série d'essais est menée le 15 juillet, les travaux d'aménagement sont achevés le 30, le jour où le SMS Großer Kurfürst est mis en service dans la Hochseeflotte. Après sa mise en service, le navire subit des essais en mer dans la Baltique. La première opération de combat du navire est le raid sur Yarmouth du 2 au 3 novembre 1914. Le raid est mené par les croiseurs de bataille du Ier groupe de reconnaissance du contre-amiral Franz von Hipper. le SMS Großer Kurfürst et ses sister-ships naviguent en soutien lointain de la force de Hipper. Après un bref bombardement, la flotte allemande se retire au port. Le 7 décembre, le navire entre en collision avec le SMS König sans occasionné de dommage.
Les 15 et 16 décembre 1914, le SMS Großer Kurfürst participe au raid sur Scarborough, Hartlepool et Whitby. Dans la soirée du 15, une flotte de combat allemande formée de douze dreadnoughts et de huit pré-dreadnoughts s'approche à moins de 10 milles marins (19 km; 12 mi) d'un escadron isolé de six cuirassés britanniques. L'obscurité et les écrans de fumée générés par les destroyers anglais laisse supposer à l'amiral Friedrich von Ingenohl, le commandant de la flotte, qu'il est confronté à l'ensemble de la Grande Flotte. Conformément aux ordres du Kaiser Guillaume II voulant préserver la flotte, von Ingenohl rompt l'engagement et retourne vers l'Allemagne.
Le 22 janvier 1915, le SMS Großer Kurfürst et le reste du IIIe Escadron sont détachés de la flotte pour mener des entraînements aux manœuvres, au tir et aux torpilles dans la Baltique. Ils retournent en mer du Nord le 11 février, trop tard pour aider le groupe de reconnaissance I à la bataille de Dogger Bank. À la suite de la perte du SMS Blücher lors de cette bataille, le Kaiser démet von Ingenohl de son poste le 2 février. L'amiral Hugo von Pohl le remplace comme commandant de la flotte. Le SMS Großer Kurfürst participe ensuite à plusieurs sorties en mer du Nord. Le 29 mars, elle navigue avec la flotte vers Terschelling sans aucun contact avec les forces anglaises. Une autre sortie de la flotte a lieu le 22 avril, encore une fois sans résultat. Le 23 avril, le IIIe Escadron retourne dans la Baltique pour une nouvelle série d'exercices qui durent jusqu'au 10 mai.
Le SMS Großer Kurfürst participe à une sortie de la flotte en mer du Nord du 29 au 31 mai qui ne débouche sur aucun combat. Le navire couvre une opération de pose de mines les 11 et 12 septembre au large de Texel. Une autre sortie de la flotte sans incident a lieu les 23 et 24 octobre. Le SMS Großer Kurfürst termine l'année par une sortie d'entraînement de deux semaines dans la Baltique, du 5 au 20 décembre et enchaine une autre série d'exercices dans la Baltique du 18 au 23 janvier 1916. À partir du 12 février, le navire est en cale sèche à Wilhelmshaven pour un entretien périodique. Les travaux durent jusqu'au 3 mars. Deux jours plus tard, le navire navigue dans le Hoofden, sans rencontrer de forces britanniques. La flotte effectue une autre sortie le 23 mars vers Amrun Bank, suivie d'une autre un mois plus tard vers Horns Reef les 21 et 22 avril.
Les 24 et 25 avril, les croiseurs de bataille de Hipper mènent un autre bombardement de la côte anglaise. Le SMS Grosser Kurfürst et le reste de la flotte de haute mer sont placés en soutien. Les croiseurs de bataille quittent la baie de Jade à 10 h 55 CET, le reste de la flotte de haute mer suit à 13 h 40. Le croiseur de bataille SMS Seydlitz heurte une mine alors qu'il se dirige vers la cible et doit se retirer. Les autres croiseurs de bataille bombardent la ville de Lowestoft sans rencontrer d'opposition. Lors de l'approche de la ville de Yarmouth, ils rencontrent les croiseurs britanniques de la Harwich Force. Un court duel d'artillerie s'ensuit avant le repli de la Harwich Force. Craignant la présence de sous-marins britanniques dans la région, le Ier Groupe de reconnaissance se retire. Étant averti de la sortie de la Grande Flotte de la base à Scapa Flow, l'amiral Reinhard Scheer décide de replier la flotte dans les eaux allemandes plus sûres.

### Bataille du Jutland

Cartes montrant les manœuvres des flottes britannique (en bleu) et allemande (en rouge) durant la bataille du Jutland les 31 mai et 1er juin 1916

Le SMS Grosser Kurfürst est présent lors de l'opération de la flotte les 31 mai et 1er juin 1916 débouchant sur la bataille du Jutland. Une nouvelle fois, la flotte allemande cherche à isoler une partie de la Grande Flotte et à la détruire avant que l'arrivée de la principale flotte britannique. Le SMS Grosser Kurfürst est le deuxième navire de la ligne allemande, derrière le SMS König et précédent les SMS Markgraf et Kronprinz. Ces quatre navires constituent la Ve Division de la IIIe Escadre de bataille et forment l'avant-garde de la flotte. La IIIe Escadre de bataille est la première des trois unités de cuirassés, se trouvent ensuite les cuirassés de classe Kaiser au sein de la VIe Division de la IIIe Escadre de bataille. Cette unité est suivie par la Ire Escadre de bataille formée des navires des classes Helgoland et Nassau. L'arrière garde est composée de la IIe Escadre de bataille formée des pré-dreadnoughts obsolètes de la classe Deutschland.
Peu avant 16 h, les croiseurs de bataille du Ier Groupe de reconnaissance rencontrent la 1re Escadre de croiseurs de bataille britannique commandée par David Beatty. Les navires entament alors un duel d'artillerie qui entraine la destruction du HMS Indefatigable peu après 17 h et du HMS Queen Mary moins d'une demi-heure plus tard. Les croiseurs de bataille allemands sont dirigés vers le sud pour attirer les navires britanniques vers le corps principal de la flotte de haute mer. À 17 h 30, l'équipage du SMS König repère à la fois le Ier Groupe de reconnaissance allemand et la 1re Escadre de croiseurs de bataille britannique en approche. Les croiseurs de bataille allemands naviguent à tribord, tandis que les navires britanniques se dirigent vers bâbord. À 17 h 45, Scheer ordonne un virage pour rapprocher ses navires des croiseurs de guerre britanniques et une minute plus tard, l'ordre d'ouvrir le feu est donné.
Le SMS Grosser Kurfürst engage le croiseur de bataille HMS Princess Royal à une distance de 19 000 m. Simultanément, ses canons secondaires tirent sur des destroyers britanniques tentant d'effectuer des attaques à la torpille contre la flotte allemande. La vitesse des navires britanniques leur permet de se mettre hors de portée de tirs. Vers 18 h le SMS Grosser Kurfürst décale ses tirs sur le cuirassé HMS Valiant qui se met hors de portée à 18 h 15. Vers 18 h 9, le SMS Grosser Kurfürst est touché par un obus de 380 mm (15 pouces) tiré soit du cuirassé HMS Malaya soit du cuirassé HMS Warspite. L'obus heurte l'eau entre 9,1 m et 18,3 m (30 à 60 pieds) du navire, il ricoche ou explose et heurte la coque à environ 26 m (85 pieds) de la proue sans causer de dommages significatifs. Au cours de cette période, une des batteries de 150 mm touche par trois fois un destroyer, probablement le HMS Moorsom (1914) (en). À 18 h 22, le navire tire brièvement avec ses canons secondaires sur le destroyer HMS Moresby (en) à une distance extrême, sans le toucher. Au même moment, le SMS Grosser Kurfürst revient à portée du cuirassé HMS Valiant et l'engage avec ses deux tourelles avant. Le navire tire pendant huit minutes sans toucher sa cible.
Peu après 19 h, le croiseur allemand SMS Wiesbaden touché par un obus du croiseur de bataille britannique HMS Invincible est fortement ralenti ; Le contre-amiral Paul Behncke à la tête du HMS König tente de manœuvrer avec ses quatre navires pour couvrir le croiseur en détresse. Simultanément, les 3e et 4e escadrons britanniques de croiseurs légers lancent une attaque à la torpille sur la ligne allemande. Tout en avançant pour être à portée de tirs des torpilles, ils écrasent sous leur feu le SMS Wiesbaden avec leurs canons principaux. Le SMS Grosser Kurfürst et ses sister-ships tirent fortement sur les croiseurs britanniques, malgré les tirs soutenus des canons principaux des cuirassés, les croiseurs britanniques ne sont pas repoussés. Le SMS Grosser Kurfürst tire une paire de salves à très courte portée de ses canons principaux sur le croiseur cuirassé HMS Defence, qui, sous le feu nourri de plusieurs navires allemands, explose et coule à 19 h 19. Les observateurs à bord du navire ont noté que les deux salves avaient touché le HMS Defence, mais n'ont pas attribué la destruction du navire à ces coups au but. Il déplace ensuite ses tirs vers le croiseur cuirassé HMS Warrior, qui est lourdement endommagé et contraint de se retirer. Le HMS Warrior sombre le lendemain matin lors du voyage de retour au port.
À 20 h, la ligne allemande reçoit l'ordre de virer vers l'est pour se désengager de la flotte britannique, commandée par l'amiral John Jellicoe. Peu de temps après, quatre croiseurs légers britanniques du 2e Escadron de croiseurs légers reprennent les attaques contre le SMS Wiesbaden paralysé. Les principaux cuirassés allemands, dont le HMS Grosser Kurfürst, ouvrent le feu sur les croiseurs pour tenter de les chasser. Le HMS Grosser Kurfürst commence à tirer à 20 h 7 à des distances comprises entre 9 100 m et 16 500 m (10 000 yd et 18 000 yd). Malgré le feu nourri, les croiseurs britanniques réussissent à s'échapper sans dommages sérieux. Dans le même temps, la flotte britannique revient à portée et sept cuirassés dirigent leurs feux sur la Ve Division. Le HMS Grosser Kurfürst est touché sept fois, quatre coups sûrs à 20 h 18 et 20 h 19. Trois des coups proviennent des canons de 34 cm (13,5 pouces) du HMS Marlborough. Les quatre coups restants proviennent des canons de 15 pouces du HMS Barham ou du HMS Valiant. L'un des obus de 15 pouces détruit le canon de 15 cm bâbord no 2, un autre frappe la ceinture principale et éclate à l'impact. Sans pénétrer dans la ceinture, l'obus force le blindage de 33 cm (13 pouces) sur une longueur de 7,9 m (26 pieds). Les équipes de contrôle des avaries réussissent à arrêter temporairement l'inondation qui a suivi, après qu'environ 800 t d'eau soient entrées dans le navire. L'inondation provoque une gite de 4 °, les efforts de contre-inondation la réduise à moins d'un degré. Avec la poursuite de la bataille, l'inondation s'est aggravée. Au moment d'atteindre Helgoland le lendemain matin, environ 3 000 t d'eau étaient entrées dans le SMS Grosser Kurfürst. D'autres obus ont touché le navire, mais ces obus ont éclaté à l'impact et n'ont causé que des dégâts relativement mineurs.
L'intensité du feu de la flotte britannique force Scheer à ordonner à la flotte allemande de se détourner. Ce renversement inverse l'ordre de la flotte et place le SMS Grosser Kurfürst vers l'arrière de la ligne. Après sa retraite, Scheer ordonne à la flotte de prendre une formation de croisière de nuit, bien que des erreurs de communication entre Scheer, à bord du SMS Friedrich der Grosse et le SMS Westfalen, le navire de tête, causent des retards de transmissions. La flotte se met en formation à 23 h 30, le SMS Grosser Kurfürst est alors le 15e navire de la ligne des 24 navires principaux. Vers 2 h 45, plusieurs destroyers britanniques lancent une attaque à la torpille contre la moitié arrière de la ligne allemande. Le SMS Grosser Kurfürstrepère six destroyers non identifiés dans l'obscurité et les engagent avec ses canons de 15 cm et de 8,8 cm tout en se détournant pour éviter les torpilles qui pourraient être lancées. Il touche avec un obus de 15 cm le destroyer HMS Nessus à une distance d'environ 2 000 m (2 200 yd), désactivant l'une des chaudières du destroyer. Le feu nourri des cuirassés allemands force les destroyers britanniques à se replier.
La flotte de haute mer réussit à percer les forces légères britanniques sans attirer l'attention des cuirassés de Jellicoe, elle atteint ensuite Horns Reef à 4 h le 1er juin. Au large d'Helgoland, le SMS Grosser Kurfürst a embarqué tellement d'eau par sa voie d'eau qu'il est contraint de réduire sa vitesse. Il quitte la formation, mais rejoint la flotte à l'extérieur de la rade de Schillig. Elle atteint le port de Wilhelmshaven tandis que plusieurs cuirassés prennent des positions défensives dans la rade extérieure. Le navire est transféré à Hambourg où il est réparé dans le grand quai flottant d'AG Vulcan. Les travaux de réparation s'achèvent le 16 juillet. Au cours de la bataille, le SMS Grosser Kurfürst tire un total de 135 obus avec sa batterie principale et 216 coups de ses canons de 15 cm. Le navire a été touché par huit obus de gros calibre, qui ont tué quinze hommes et en ont blessé dix.

### Opérations ultérieures

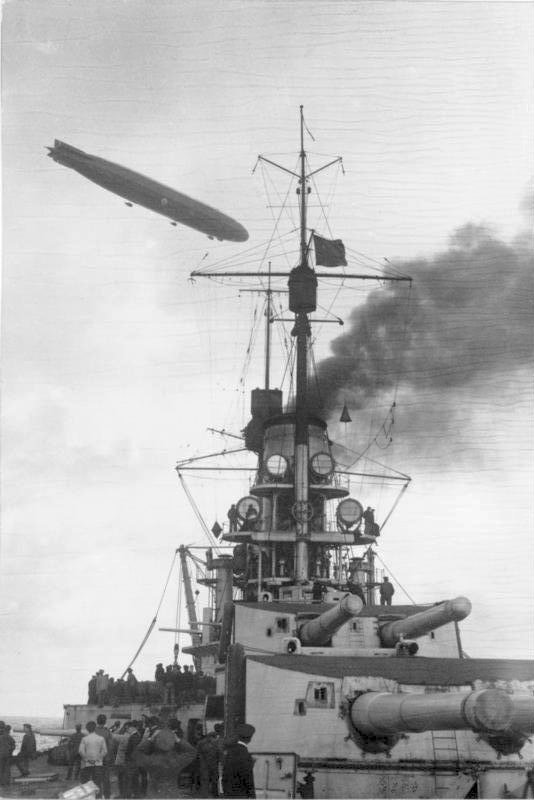
Cuirassé SMS Grosser Kurfürst durant l'opération Albion en octobre 1917

Une fois les travaux de réparation réalisés, le SMS Grosser Kurfürst participe à des manœuvres d'entraînement dans la Baltique jusqu'au 4 août. Les 18 et 19 août, L'amiral Scheer tente de répéter le plan original du Jutland. L'escadre de croiseurs de bataille, cependant, est réduit à seulement deux navires opérationnels, le SMS Von der Tann et SMS Moltke, les SMS Grosser Kurfürst, SMS Markgraf et le SMS Bayern nouvellement mis en service sont temporairement transférés à l'escadre. Les Britanniques, au courant des plans allemands, sortent la Grande Flotte pour les rencontrer. À 14 h 35, Scheer est averti de l'approche de la Grande Flotte britannique et, ne voulant pas engager l'ensemble de la Grande Flotte allemande 11 semaines après l'affrontement serré au Jutland, fait demi-tour et se retire dans les ports allemands.
Du 21 octobre au 2 novembre, le SMS Grosser Kurfürst participe à des manœuvres d'entrainement avec la IIIe Escadre. Le 4 novembre, le navire est officiellement rattaché à la IIIe Escadre. Le 5 novembre, deux U-boot s'échouent sur la côte danoise. Des forces légères sont envoyées pour récupérer les navires, la IIIe Escadre qui se trouve en mer du Nord se dirigeant vers Wilhelmshaven, reçoit l'ordre de les couvrir. Le sous-marin britannique HMS J1 torpille le SMS Grosser Kurfürst, à environ 56 km|30 milles marins) au nord-ouest de Horns Reef. La torpille détruit le gouvernail bâbord et inonde les salles de gouvernail. Le navire réussit à maintenir une vitesse de 35 km/h (19 nœuds). Il retourne au chantier naval AG Vulcan, où il est réparé du 10 novembre 1916 au 9 février 1917. Le même jour, alors qu'il est en transit vers Kiel, le navire s'échoue au large de Drochtersen sur l'Elbe. Les dommages sont minimes et le navire participe à un entraînement dans la Baltique. Lors de son retour en mer du Nord, le 4 mars, il percute accidentellement le SMS Kronprinz. Sa proue est enfoncée et nécessite des réparations au chantier naval impérial de Wilhelmshaven jusqu'au 22 avril.
Le 23 avril, le SMS Grosser Kurfürst rejoint la flotte et participe un entraînement avec le reste de la IIIe Escadre en mer Baltique du 17 mai au 8 juin. De retour en mer du Nord, le navire est affecté à des tâches de surveillance sur les côtes allemandes. Du 11 au 23 septembre, le navire participe à une nouvelle série d'exercices dans la Baltique puis est dirigé vers la baie de Puck pour se préparer à l'opération Albion : la conquête des îles au large de Riga. Le 12 octobre, le SMS Grosser Kurfürst prend position dans la baie de Tagga au large du cap Ninnast mais elle heurte une mine. Environ 280 t d'eau de pénêtrent dans le navire, mais ce dernier continue le bombardement des canons côtiers russes. Il est détaché de la force d'invasion plus tard dans la journée et navigue vers Wilhelmshaven via Kiel, où les réparations sont achevées le 1er décembre.
À son retour au service, le SMS Grosser Kurfürst reprend ses fonctions de surveillance des côtes allemandes. Il participe à l'opération avortée anti-convoi du 23 au 25 avril 1918. En entrant dans l'écluse à l'extérieur de Wilhelmshaven après cette opération, le navire est endommagé. Il est de retour à quai pour réparation du 27 avril au 2 mai. À la fin du mois de mai, le SMS Grosser Kurfürst s'échou juste à côté du port nord de Helgoland. L'arbre d'hélice bâbord du navire est plié et nécessite des réparations au chantier naval impérial de Kiel du 2 au 9 juin et du 21 au 31 juillet. Il rejoint la flotte le 12 août.

### Sabordage

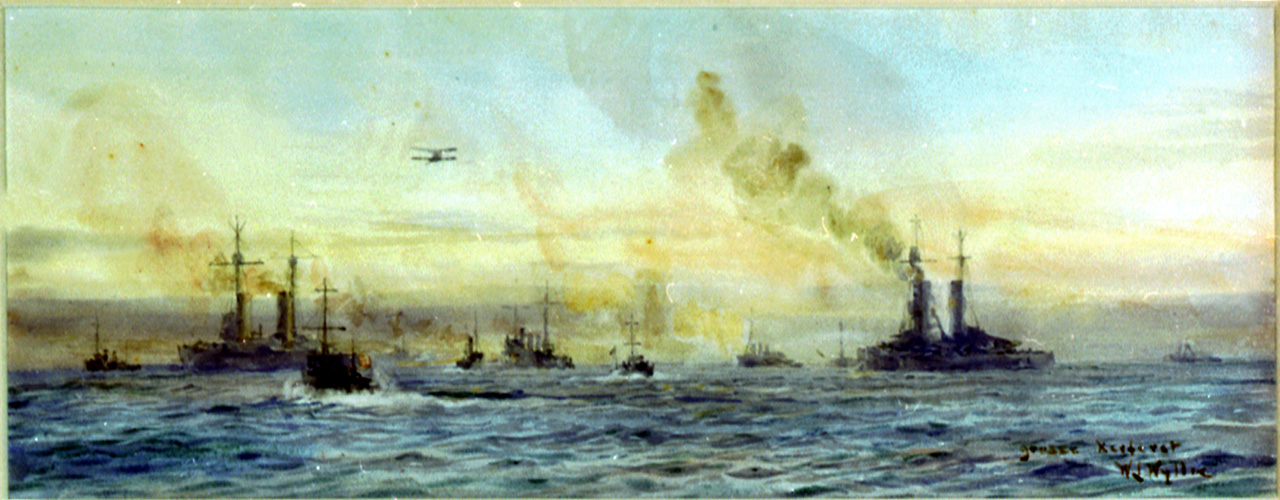
Peinture du SMS Grosser Kurfürst entrant à Scapa Flow

Carte des épaves des navires allemands, #4 SMS Grosser Kurfürst

À la fin du mois d'octobre 1918, le SMS Grosser Kurfürst et ses trois sister-ships doivent prendre part à la dernière action de la flotte de Haute Mer allemande quelques jours avant l'entrée en vigueur de l'armistice. Le gros de la flotte de haute mer devait sortir de sa base de Wilhelmshaven pour engager la Grande flotte britannique. En effet le Grand Amiral (Grossadmiral) Scheer a l'intention d'infliger autant de dégâts que possible à la marine britannique, afin de conserver une meilleure position de négociation pour l'Allemagne, malgré les pertes attendues. Cependant, de nombreux marins fatigués de la guerre estiment que l'opération va perturber le processus de paix et prolonger la guerre. Le matin du 29 octobre 1918, l'ordre est donné d'appareiller de Wilhelmshaven le lendemain. Dans la nuit du 29 octobre, les marins du SMS Thüringen puis de plusieurs autres cuirassés se mutinent. Le 31 octobre, Scheer ordonne la dispersion de la flotte ; le SMS Grosser Kurfürst et le reste de la IIIe Escadre sont envoyés à Kiel. Le 4 novembre, l'équipage du navire rejoint la mutinerie générale et hisse le drapeau rouge des socialistes. Ces troubles forcent finalement Hipper et Scheer à annuler l'opération. Lorsqu'il est informé de la situation, le Kaiser a déclaré : « Je n'ai plus de marine ».
À la suite de l'armistice du 11 novembre 1918, la plupart des navires allemands de la flotte de haute mer, sous le commandement du contre-amiral Ludwig von Reuter, sont internés dans la base navale britannique de Scapa Flow. Avant le départ de la flotte allemande, l'amiral Adolf von Trotha indique clairement à von Reuter qu'il ne peut pas permettre aux Alliés de s'emparer des navires, sous aucune condition. La flotte a rendez-vous avec le croiseur léger britannique HMS Cardiff, qui la conduit à la flotte alliée qui escorte les Allemands à Scapa Flow. La flotte alliée se compose de quelque 370 navires de guerre britanniques, américains et français. Une fois les navires internés, leurs canons sont désactivés par le retrait de leurs blocs de culasse, leurs équipages sont réduits à 200 officiers et hommes.
La flotte reste en captivité pendant les négociations qui débouche au traité de Versailles. Von Reuter pense que les Britanniques ont l'intention de s'emparer des navires allemands le 21 juin 1919, date limite pour que l'Allemagne signe le traité de paix. Ignorant que le délai a été prolongé jusqu'au 23, Reuter ordonne que les navires soient coulés à la première occasion. Le matin du 21 juin, la flotte britannique quitte Scapa Flow pour effectuer des manœuvres d'entraînement et à 11 h 20, Reuter transmet l'ordre de sabordage à ses navires. Le SMS Grosser Kurfürst coule à 13 h 30, contrairement à ses sister-ships il est renfloué le 29 avril 1938 et vendue pour démolition à Rosyth. Sa cloche est vendue et utilisée pendant de nombreuses années comme ornement de jardin. Elle est vendue aux enchères en mars 2014 et achetée par le National Museum of the Royal Navy (en) à Portsmouth.

## Commandants
- Juillet 1914 - novembre 1917 : Kapitän zur See Ernest Goette
- Novembre 1917 : Korvettenkapitän Ludwig Klehe
- Novembre 1917 - décembre 1918 : Kapitän zur See Werner Siemens (de)
- Décembre 1918 - juin 1919 : Kapitänleutnant Robert Beer